# Pannónia Filmstúdió
A Pannónia Filmstúdió Magyarország legnagyobb, a világ egyik legnagyobb rajz-, animációs- és szinkronfilmstúdiója volt, mely 1951-ben alakult és 1957-től működött önálló vállalatként. Az itt készült filmek és sorozatok mennyisége mellett azok minősége és a készítésük során használt úttörő technológiák a filmtörténet legjelentősebb animációsfilm-stúdiói közé emelték, a termeiben készült filmszinkronok pedig világhírűvé tették szakmai körökben a magyar szinkront. Elsöprő sikerei ellenére azonban vállalat a rendszerváltás utáni több mint két évtizednyi haláltusáját követően 2015-ben végleg bezárta kapuit.

## A stúdió története

### Rajzfilmgyártás
A második világháború után, amikor újraindult a hazai filmgyártás, alig volt ismert a neve az itthoni képzőművészek és grafikusművészek azon csapatának, akik rajzfilmkészítéssel kísérleteztek, vagy reklámkészítéssel foglalkoztak. 1948-ban, a Magyar filmgyártás államosításakor Macskássy Gyula és még négy ember dolgozott a Mafilm II-es telepén, ahol akkor a Mafirt Rt. volt, később a Magyar Híradó és Dokumentum Filmgyár. Ez a kis csoport államilag finanszírozott reklám- és propagandafilmeket készített. Macskássy kitűnő alkalmazott grafikus volt. Ezt tanúsítják reklámfilmjei, amelyek még a háború előtt a Coloriton Stúdióban (később: Macskássy és Társa) készültek. Itt a kezdeteknél Halász Jánossal (később John Halas), Kassowitz Félixszel és Szénásy Györggyel dolgozott együtt, a rövid reklámzenéket a zseniális muzsikus, dr. Ilosvay Gusztáv szerezte, aki haláláig Macskássy szerzőtársa maradt.
Az új korszak a magyar rajzfilmgyártásban 1957-ben a Pannónia Filmstúdió épületének felépítésekor következett be. A rajzfilmes részlegből Rajzosztály lett, azonban még mindig a reklámfilmen volt a hangsúly. 1956-ban Macskássy öt reklámfilmjét nevezték be a Cannes-i Nemzetközi Reklámfilm Fesztiválra. A reklámfilmből kinőve született meg hazánkban a rajzfilmágazat, és 1970-re eljutott az „animációs filmgyártás” rangig. A rajzfilmes részleg – Macskássy, Dargay és még négyen – a reklámkészítés felé fordultak, hogy a rajzfilmkészítés létjogosultságát valamint folytonosságát biztosítani tudják. Ekkor készült A két bors ökröcske (1954), Az okos lány (1955) meg az Egér és az oroszlán (1957). Dargay is nagy sikert aratott első filmjével, a Ne hagyd magad, emberke! (1959) cíművel. További sikertörténet Macskássy a Párbaj (1960), és A ceruza és a radír (1960) alkotásai, amelyeket Karlovy Varyban, Oberhausenben, Cannes-i fesztiválon díjaztak. Oberhausenben a Párbaj „a legjobb rajzfilm díját” kapta. Nepp József Szenvedély (1961) című filmjét tartja a magyar animáció története az első, igazi áttörésnek, amellyel a mese, az elbeszélő történet mellett megjelenik a tömör, geges karikatúrastílus és a „mai téma”.
1964-től a Rajz- és bábfilm osztályból Rajzfőosztály lett, amelynek 14 alkotócsoportja volt ekkor. Javultak a technikai feltételek is. A műfajban nemcsak minőségi változás, hanem mennyiségi is végbement. 1957 előtt évente egy-egy film készült, 1957–61 között évente 2-3-4, 1962-től tovább gyarapodva, évente 8-9, a hatvanas évek második felében 10 és 15 között volt az egyedi filmek száma a reklámfilmek mellett. 1963-ban elkezdődött a hazai sorozatfilmek gyártása, az első Macskássy Gyula Peti-sorozata volt. 1964-ben Nepp József és Jankovics Marcell ötletéből megszületett Gusztáv figurája, s elkezdődött a sorozat gyártása. 1965-ben a Marci-sorozat készítése indult be, és hamarosan megkezdődött a Mézga család sorozat elkészítése is.
A hatvanas évek volt a magyar animáció újhullámos korszaka, amelyet Macskássyék és a nyomukban felnövekvő nemzedék teremtett meg: Dargay, Nepp, Csermák Tibor után Kovásznai György, Gémes József, Jankovics Marcell, Szoboszlay Péter, Richly Zsolt, Reisenbüchler Sándor, Vajda Béla, Várnai György, Szabó Sipos Tamás, Szabó Szabolcs, Mata János, Temesi Miklós valamint a bábfilmes Imre István mellett Foky Ottó. 1965-ben 14 db egyedi film, 14 db sorozatepizód, 36 reklám és főcím, és 38 rendelt film készült. Ennek jelentős része elsőfilmes fiatalok műve volt. Ez idő tájt már használatos az animációs film kifejezés. Kovásznai György A monológ (1963), vagy a Tükörképek (1964), Átváltozások (1964) című film. Bővült a különböző animációs technikák köre. 1968-tól a stúdió elnevezésében is jelentkezik a változás, neve a Pannónia Film, Rajz és Animációs Stúdió-ra változik. Macskássy Gyula 1971-ben bekövetkező haláláig a stúdió aktív, vezető munkatársa volt, legutolsó filmje Az öreg (1971).
1981-re a rajzfilmágazat Oscar-díjas műfajjá vált, majd a világ animációs filmgyártóinak élvonalába, az öt legnagyobb közé emelkedett az amerikai Walt Disney és Hanna-Barbera, a szovjet Szojuzmultfilm és a japán Toei mellett. Ekkor lett a „Pannónia” nemzetközileg ismert és elismert márkanév, amely nem mindig volt az animációs filmgyártás kizárólagos tulajdona.
1968 és 1986 közé esik a magyar animáció nagykorúsága. 1968-tól a hetvenes évek végéig az alig százfős stúdió létszáma megháromszorozódott. A nyolcvanas évekre három generáció dolgozott együtt a tartósnak ígérkező műtermi rendszerben. Az egyre szaporodó elismerések, megrendelések mellett elkezdődött a hosszú rajzfilm gyártása is. Az elsőt, a János vitézt Jankovics Marcell készítette 1973-ban.
A magyar származású John Halas, többször hozott felkéréseket a Pannóniának, mert nagyon elégedett volt a magyar alkotók munkájával. Az első lépés a Vuk volt. Matolcsy György igazgatása alatt többnyire ilyen természetű filmek készültek, s ezek jelentős jogdíjbevételeket is hoztak, de az Ének a csodaszarvasról például nem azért született meg, hogy üzleti nyereséget termeljen. Más volt vele a cél, hiszen ez millenniumi támogatásból jött létre azzal a céllal, hogy millenniumi üzenetet is hordozzon.
1974-ben Pécsett két amatőrfilmes csoportból megalakult az IXILON rajzfilmstúdió. Az Egyetemi Színpadon mutatták be műveiket, majd csatlakoztak a Pannóniához.
Komoly és hosszú távú megrendelője lett a Pannóniának a Magyar Televízió. Rofusz Ferenc A légy című munkája Oscar-díjas lett 1981-ben. Időközben megváltozott a rajzfilmgyártás intézményének szervezeti felépítése. A budapesti központ vidéken is létrehozott stúdiókat. 1971-ben Kecskeméten, Mikulás Ferenc, 1979-ben Pécsett, Varga Csaba vezetésével. Ezt a szerteágazó intézményt a jogász-közgazdász végzettségű dr. Matolcsy György igazgató tartotta kézben az ötvenes évektől egészen nyugdíjba vonulásáig.
1986-ban a Pannónia Film Rajz és Animációs stúdiója különvált a Szinkrontól, a neve Pannónia Film Vállalat lett. Az 1986 és 1990 közötti korszakra jellemző az állami dotáció csökkenése, amelynek hatására a Film főigazgatóság meg is szűnt a filmszakmától megvont állami támogatás következtében. Közben a Magyar Televízió is jelentősen csökkentette a megrendeléseit, majd a MOKÉP is felmondta az együttműködést. A kommercializálódó filmipar az alkotóktól új hozzáállást kívánt, és új lehetőségeket kínált. a Pannónia a hagyományos filmkészítésre állt be.
A Pannónia összeomlása 1990-ben következett be, több kisebb-nagyobb stúdióra esett szét. Elsőként Varga Csaba alapított önálló stúdiót 1988-ban. 1991-ben önállósodott a Kecskeméti Filmstúdió is. 1992-ben alakult Magyar Cartoon, amely azért jött létre, hogy az EU médiaprogramjához kapcsolja a magyar animációs filmgyártást, 1995-re 10 rajz és 2 bábfilmstúdiót tartott számon. A megmaradt Pannónia Film Vállalatból 1994-ben megalakult a Pannóniafilm Kft., amelynek ügyvezető igazgatója 1996-tól Jankovics Marcell lett. A Pannónia rajzfilmgyártása elköltözött a Hűvösvölgyi úti sárga épületből a harmadik kerületi Kerék utca 80. szám alá.

### Szinkrongyártás
A magyar szinkron első lépései az 1930-as években történtek a külföldi filmek szinkronizálásának érdekében. A Négy és fél muskétás volt az első magyarra szinkronizált nagyfilm, amely 1936-ban került bemutatásra. 1957 őszén a Magyar Szinkronfilmgyártó Vállalat Gyarmat utcai székházbeli alkotógárdája egy újonnan épült szinkronstúdióba települt, amely az akkori Vörös Hadsereg útja 64. szám alatt volt található. A kezdetben Magyar Szinkron Állami Vállalat néven létező intézmény hamarosan a szinkron fellegvárává nőtte ki magát. 1957-ben ezt az intézményt nevezték át Pannónia Filmstúdióra.
1963-ban határozat született, hogy ezentúl minden televízióban vetített filmet szinkronizálva kell leadni. A televíziós szinkron azután egyre nagyobb hírnévre tett szert, hiszen olyan alkotásokat köszönhetünk ennek a folyamatnak, mint a Frédi és Béni, avagy a két kőkorszaki szaki című rajzfilmsorozat eredeti szövegéhez képest egyértelműen szellemesebb magyarítása, a Dallas (1978–1991) című szappanopera leleményei, vagy éppen a Flúgos futam (Wacky Races, 1968–1970) Mardeljének asztmás fulladozásra emlékeztető vihogása. Az alkotók és a közvélemény egy része egyre inkább a filmtől független, önállóan is értékelhető művészeti alkotásnak kezdte tartani a magyar szinkront. 1964-ben Budapesten megtartották az első Szinkronfilm Szemlét, amely később áttelepült Debrecenbe, így Debreceni Szinkronszemle néven vált ismertté.
A nyolcvanas évekre a szinkron szerves részévé vált a magyar filmgyártásnak, külön szakmai folyóiratok épültek rá. Az első ilyen a Pannónia Filmstúdió üzemi lapja volt, a Pannónia Filmhíradó, melyet aztán az 1987-ben induló és 1991-ig létező Szinkronika váltott, amely már csaknem kizárólag szinkronügyekkel foglalkozott.
1986-ban a Pannónia szinkronrészlege levált a szintén az épületben működő Rajz- és Animációs Stúdiótól, és Magyar Szinkron- és Video Vállalat néven futott tovább egészen 1991-ig, amikor megtörténtek a privatizációhoz szükséges szerkezeti átalakítások, az intézmény pedig felvette a Videovox Stúdió Kft. nevet. A másik részlegből a Pannónia Film Vállalatból alakult 1994-ben a Pannóniafilm Kft.
Az 1989-es rendszerváltás a szinkronizálás történetében is radikális változásokat hozott. Az addig egyeduralkodó Magyar Televízió mellett megjelentek a különböző kereskedelmi csatornák, illetve ezzel párhuzamosan gyors ütemben fejlődött a videókölcsönzésnek az internet elterjedéséig tartó kultúrája. Az 1990-es évek elején több új film- és videóforgalmazó cég alakult, ennek révén pedig többszörösére duzzadt a mozikba és a videótékák polcaira kerülő filmek száma, az új televíziós csatornák műsorsugárzási igényei is folyamatosan bővültek. Mindezzel párhuzamosan rengeteg új szinkronstúdió létesült, amely műhelyek ugyan bírták az iramot, és az előírt mennyiséget is képesek voltak előállítani, a piacgazdaságban kiéleződött verseny miatt a produkciók minősége ugyanakkor legfeljebb néhány nagyobb költségvetésű hollywood-i sikerfilm esetében közelíti meg a korábbi, „pannóniás” változatok magas színvonalát. amelyek számos, neves szinkronrendezők munkái voltak, akik közül Aprics László, Juhász Anna, Tomasevics Zorka és Wessely Ferenc munkájuk elismeréseként állami kitüntetésekben részesültek.
A magyar szinkron mára rendelkezik saját weboldallal, az IMDb-hez hasonló online adatbázisrendszerrel, Internetes Szinkron Adatbázissal, a magyar hangok, stábtagok, színészek, filmek, szinkronstúdiók adataival. A szinkron korábbi színvonalú minőségét csak 1997-re nyerhette vissza, amikor megindult a multiplex mozik kiépítése az országban, és a korábbi analóg hangrendszer helyett a korszerű digitális technológia használata lépett életbe. Ám ez az állapot is csupán átmeneti volt. A végzetes fordulat 2000-ben következett be, amikor a TV3 nevű televíziós csatorna bukása maga alá temette az egykori Pannónia Filmstúdiót is.

### Az utókor
A Mokép Zrt.-ből és a Pannónia Kft.-ből 2008. szeptember 3-án létrejött a Mokép-Pannónia Kft. – teljes nevén: Mokép-Pannónia Filmgyártó és Forgalmazó Kft., amely 2011-ben súlyos pénzügyi helyzetbe került, ezért végelszámolás alatt állt (a cégnevet v.a. toldattal látták el).